# ساوث بارك 201
هي الحلقة السادسة من الموسم الرابع عشر من ساوث بارك، والحلقة 201  الشاملة من المسلسل.
جرى بثها بالأصل على كوميدي سنترال في الولايات المتحدة في 21 أبريل 2010. استمرت الحلقة في سرد قصص متعددة من الحلقة السابقة (200)، التي تطالب فيها مجموعة من المشاهير الغاضبين ساوث بارك بإنتاج النبي محمد. 201، تتعاون مع مجموعة شبيهة بالأبطال الخارقين من الشخصيات الدينية.
يلقي كايل خطابًا حول فعاليات التهديد والعنف، في الإصدار الأصلي يخضع الخطاب للرقابة تمامًا مع صوت صفير.
يلمح إلى العديد من الوقائع المنظورة والخلافات السابقة من حلقات ساوث بارك السابقة، وخاصة رفض كوميدي سنترال عرض صور محمد في رسوم كاريكاتورية تصورها الصحف الأوروبية، ما أدى إلى أعمال شغب والتهديدات. قبل بث الحلقة، نشرت المنظمة الإسلامية الراديكالية (ثورة مسلم( تحذيرًا على موقعها على الإنترنت من أن باركر وستون قد يتعرضان للقتل بسبب تصويرهما لمحمد. كوميديا سنترال عدلت نسخة باركر وستون من الحلقة، وحجبت جميع الصور، وجميع الإشارات إلى محمد لتأثير حجب  كامل.
وجهت الرقابة انتقادات قوية للكوميديا سنترال. قال النقاد إن عمل الشبكة سيشجع المزيد من التهديدات من الجماعات المتطرفة. لم يتم عرض الحلقة في عمليات التكرار، ولم يتم توفيره على موقع ساوث بارك على الإنترنت، ولم يتم عرضه في السويد والمجر وهولندا.

## الاخراج
كتب وإخراج المؤسس المشارك للمسلسل تري باركر، تصنيف في الولايات المتحدة. جرى بثه في الأصل الولايات المتحدة استمرت الحلقة في العديد من الوقائع المنظورة للحلقة السابقة، الإدخال الحلقة التالية من المسلسل. قرر باركر وزميله في إنشاء المحتوى (مات ستون (الاحتفال بالحلقة التالية من طريق إعادة النظر في العديد من الحبكات الفرعية التي ظهرت خلال المواسم الـ 14 للعرض. إذ جرى الاستهزاء بالعديد من المشاهير طوال تاريخ المسلسل، ما ألهم باركر وستون للانضمام إلى جميع المشاهير السابقين في دعوى قضائية جماعية ضد بلدة ساوث بارك. أطفال الزنجبيل (الأطفال ذوو البشرة الفاتحة والنمش والشعر الأحمر)، جرى تمييزهم في العديد من الحلقات الماضي سخر منهم كارتمان، الذي نظر إليهم بتحيز. ويعد كارتمان فنانًا محتالًا على شكل دمية يدوية يُدعى ميتش كونر، الذي ظهر في الأصل في حلقة، إذ يتظاهر كارتمان بأن يده هي جينيفر لوبيز ،ويستخدم العديد من الصور النمطية الإسبانية في عمله. تصوير لها. يعد كارتمان كونور كيانًا منفصلًا، ولديه محادثات معه، بينما لا يقبل ستان وكايل هذه الفكرة على الإطلاق.
تتضمّن الحلقة أيضًا العديد من الشخصيات والحبكات الفرعية التي لم يجر عرضها في الحلقة، مثل عودة الدكتور ألفونس ميفيستو وكيفن، وهما شخصيات لم يجر عرضها على ساوث بارك منذ نحو عدة سنوات. ظهرت شخصيات أخرى متكررة سابقًا، متضمنةً السيد هانكي ،وبيغ جاي، والسيد سلاف، وبيب بيرروب ،وسكوت تينورمان، والإشارات إلى مقتل كارتمان لوالدي سكوت، كانت من حلقة الموسم الخامس: «سكوت تينورمان يجب أن يموت، جثة توم كروز ملقاة بجانب جثة حوت قاتل، في إشارة»، إذ يساعد فتيان ساوث بارك حشرة أوركا على الهروب من مدينة ملاهي بحرية والفرار إلى القمر، معتقدين أنها جنة، الذي أصبح شخصية في الخلفية بعد الحلقة التي تحمل اسمه وقام بدورين فقط في التحدث بعد ذلك قبل أن يختفي تمامًا من العرض. يظهر بنحو موجز، ويقتل عندما يجري تخطيطه...